# Osiedle Owsiana-Dożynkowa w Poznaniu
Osiedle Owsiana-Dożynkowa – kwartał zabudowy blokowej zlokalizowany na terenie Starych Winograd w Poznaniu przy ulicach Owsianej, Dożynkowej i Zbożowej.
W okresie 1930–1935 rozparcelowano działki na terenie Winiar oraz wytyczono nowe ulice, w obszarze ograniczonym ulicami Obornicką a Umultowską. W tym czasie zaczęły powstawać pierwsze zabudowania, a dzielnica miała charakter willowy. W 1940 roku niemieckie władze okupacyjne opracowały plan zagospodarowania przestrzennego dla dzielnicy Winiary (niem. Ortsteil Weiner Bebauungsplan I. am Nordwall). Projekt zakładał powstanie zespołu budynków wielorodzinnych między ulicami Orną a Oziminą. Nowe osiedle miało charakteryzować się luźną zabudową oraz dużą ilością zieleni. Większość z powstałych w latach 1941-1944 budynków, uległa znacznemu zniszczeniu w wyniku działań wojennych. Z oryginalnej zabudowy zachowały się dwa budynki położone wzdłuż ulicy Owsianej (nr 12, 13 i 14) oraz budynek przy ulicy Pszennej (nr 2 i 4)
Nowe osiedle powstało w latach 1956-1960 i było jednym z pierwszych i nielicznych w Poznaniu tamtych czasów zespołów trzykondygnacyjnej zabudowy blokowej zwieńczonych stromymi dachami (czterospadowymi). Zamieszkało na nim 440 rodzin, a projektantami byli Zygmunt Skupniewicz i Władysław Jezierski. Po wybudowaniu pierwszych bloków wykonawcy zaczęli występować z wnioskami o adaptację poddaszy na cele mieszkalne, co zostało zaakceptowane przez władze. Jedną z osób, które skorzystały z takiej możliwości był Andrzej Szozda – od 1976 do 1980 minister energetyki i energii atomowej w drugim rządzie Piotra Jaroszewicza.
W pobliżu osiedla znajdują się Kościół św. Jana Bosko, Park Cytadela, hotel Vivaldi i stacja PST Słowiańska.
W kwietniu 2021 roku Rada Miasta Poznania podjęła uchwałę o nazwaniu skweru położonego na terenie osiedla, przy skrzyżowaniu ulic Owsianej i Dożynkowej, imieniem Józefa Przesławskiego.